# Mars 1921

## Événements
- À la conférence du Caire, Churchill décide de confier l’autorité politique sur le Mandat britannique de Mésopotamie à Fayçal, qui vient d’être chassé de Damas par les Français. Le pays doit accéder rapidement à l’indépendance, une fois les intérêts britanniques garantis. Le Royaume-Uni procède à un allégement de sa présence militaire au profit d’une force armée locale étroitement contrôlée. Elle conserve essentiellement une force aérienne chargée du maintien de l’ordre par d’éventuel bombardements et du contrôle des voies aériennes vers l’Inde. Les bases militaires britanniques sont protégées par des forces auxiliaires locales composées de chrétiens assyriens. La candidature de Fayçal est accueillie favorablement par les notables chiites du sud et à la suite d'un simulacre de consultation populaire, Fayçal est élu roi et couronné le 23 août.
- Mars - avril : échec d'une première tentative de putsch de l'ancien roi Charles IV en Hongrie.

- 3 mars : alliance défensive de Bucarest entre la Pologne et la Roumanie contre la RSFSR[1].

- 4 mars : début de la présidence républicaine de Warren G. Harding aux États-Unis (fin en 1923).
  - Andrew W. Mellon, secrétaire au Trésor. Herbert Hoover, secrétaire au Commerce. Charles E. Hughes, secrétaire d’État (1921-1926).

- 6 mars : naissance du Parti communiste portugais.

- 8 mars : occupation de Düsseldorf, Ruhrort, Duisbourg.

- 12 mars (Russie) : début de la NEP (Nouvelle politique économique). Les réquisitions de récoltes sont remplacées par un impôt en nature et les paysans sont autorisés à vendre le surplus de leur production sur le marché libre. Les entreprises privées sont affranchies de la tutelle de l’état. Une économie de marché est rétablie.

- 12 mars (Turquie) : Adoption officielle de İstiklâl Marşı (Hymne de l'indépendance Turc)

- 13 mars : 
  - Fondation du Parti populaire révolutionnaire mongol par Damdin Sükhbaatar. Un gouvernement provisoire est proclamé. Une armée de volontaires aidée par une division de l’Armée rouge chasse en quelques mois les dernières troupes chinoises puis la garde blanche d’Ourga le 7 juillet. Quelques jours plus tard, Damdin Sükhbaatar proclame le transfert de la souveraineté nationale au peuple.
  - Les Italiens évacuent Antalya et Konya.

- 16 mars : 
  - traité de Moscou. Mustafa Kemal obtient du gouvernement bolchevik les régions arméniennes qui devaient revenir à la Russie en vertu des accords passés pendant la guerre et dénoncés par Moscou. La Russie reconnaît la pleine souveraineté turque sur les Détroits. Accord entre l’Arménie et la Turquie : La république arménienne cède environ la moitié de ses terres caucasiennes à la Turquie (Kars et Ardahan). Batoum est cédé à la Géorgie par la Turquie et le Nakhitchevan passe du protectorat de la Turquie à celui de l’Azerbaïdjan.
  - Traité commercial entre la Russie et la Grande-Bretagne[2].

- 17 mars : constitution en Pologne, établissant un régime démocratique et parlementaire. Józef Piłsudski, en opposition avec la droite (nationaux-démocrates), refuse la présidence. Période d’instabilité gouvernementale.

- 18 mars : 
  - bataille de Crossbarry dans la guerre d'indépendance irlandaise.
  - Traité de Rīga mettant fin à la guerre russo-polonaise et fixant les frontières entre la Pologne et la Russie plus à l’est. La Pologne acquiert une partie importante de la Biélorussie et de l’Ukraine (Galicie orientale et Volhynie). Ces acquisitions seront complétées par la restitution de la haute Silésie avec Katowice et de toute la Galicie.

- 21 mars : écrasement par les bolcheviks de la mutinerie de marins de Kronstadt.

- 23 mars : plébiscite en Haute-Silésie : 60 % des électeurs se prononcent en faveur du rattachement à l’Allemagne.

- 26 mars : inauguration du Bluenose en Nouvelle-Écosse.

- 31 mars : 
  - seconde victoire turque à Inönü contre les Grecs;
  - inauguration officielle de l'aéroport de Croydon à Londres.

## Naissances
- 1er mars :
  - Terence James Cooke, cardinal américain, archevêque de New York († 6 octobre 1983).
  - Paul Meyers, homme politique belge († 18 janvier 2011).
- 2 mars : Robert Simpson, compositeur britannique († 21 novembre 1997).
- 3 mars :
  - Claude Lepeu, compagnon de la Libération († 11 juillet 2016).
  - Jean Paolini, haut fonctionnaire français († 8 janvier 2015).
- 4 mars : Halim El-Dabh, compositeur, interprète, ethnomusicologue et éducateur américain d'origine égyptienne († 2 septembre 2017).
- 7 mars : Alejandro Otero, peintre et sculpteur vénézuélien († 13 août 1990).
- 8 mars : Sergio Onofre Jarpa, homme politique chilien († 19 avril 2020).
- 9 mars : 
  - Wanda Hjort Heger, résistante norvégienne au nazisme († 27 janvier 2017).
- 9 mars : Evelyn M. Witkin, généticienne américaine († 8 juillet 2023).
- 10 mars : Cec Linder, acteur canadien († 10 avril 1992).
- 11 mars : Astor Piazzolla, bandonéoniste et compositeur argentin, père du tango moderne († 4 juillet 1991).
- 12 mars : Gianni Agnelli, industriel italien († 24 janvier 2003).
- 13 mars : Al Jaffee, dessinateur américain († 10 avril 2023).
- 15 mars : Pepe Dominguín, matador espagnol († 6 juillet 2003).
- 16 mars : Angel Metodiev, peintre et professeur d'université bulgare († 29 avril 1984).
- 19 mars : Joseph-Marie Trinh van-Can, cardinal vietnamien, archevêque de Hanoi († 18 mai 1990).
- 20 mars : 
  - Henri Labussière, acteur français († 16 juin 2008).
  - Amadou-Mahtar M'Bow, homme politique sénégalais († 24 septembre 2024).
- 21 mars : Arthur Grumiaux, violoniste belge († 16 octobre 1986).
- 24 mars : Vassily Smyslov, joueur d'échecs russe († 27 mars 2010).
- 25 mars : Simone Signoret, actrice et écrivaine français († 30 septembre 1985).
- 28 mars : Dirk Bogarde, acteur britannique († 8 mai 1999).
- 29 mars : Jacqueline Joubert, productrice, speakerine et présentatrice de télévision française († 8 janvier 2005).
- 30 mars : Esther Hermitte, ethnologue argentine († juillet 1990).